# Exposition internationale de la technique de l'eau de 1939
L'exposition internationale de Liège de 1939 est une exposition internationale organisée dans la ville belge de Liège pour célébrer l'inauguration du canal Albert et ayant pour thème l'eau. Imaginée par Georges Truffaut en 1936, elle est inaugurée le 20 mai 1939 en présence du roi Léopold III.  

## Contexte
La crise économique et le chômage marquent les années trente. Il s'ensuit alors une politique de travaux publics dans toute la Belgique. Plusieurs chantiers éclosent dans les grandes villes belges (tels que les tunnels sous l'Escaut à Anvers, la jonction Nord-Midi à Bruxelles...) et avec l'accession de Georges Truffaut au poste d’échevin des Travaux publics, Liège adopte à son tour un programme de construction de nouvelles infrastructures communales (écoles, piscine, plaines de jeux...). L'Exposition internationale de la technique de l'eau est l'occasion de célébrer le génie industriel belge dont l'inauguration du canal Albert, prouesse technologique mondialement reconnue, se déroulera au milieu de celle-ci le 30 juillet 1939.

## Description
Les palais d’exposition belges et étrangers, les restaurants, parcs de loisir et espaces de détente, le village reconstitué de maisons typiques de la vallée mosane s’étendent sur 70 hectares de terre et 30 hectares d’eau le long des deux rives de la Meuse depuis le pont de Coronmeuse jusqu’à l’entrée du canal Albert. Une partie des terrains a été gagnée sur un bras non navigable de la Meuse. Un téléphérique relie les deux extrémités de l'exposition en enjambant la Meuse sur une longueur de 1 300 mètres s'appuyant sur un pylône médiant monté d'une plateforme qui de ses 100 mètres de haut offre une vue imprenable sur la vallée entière.
Alors qu'elle devait se terminer en novembre, l’exposition ferme ses portes anticipativement le 2 septembre 1939 à la suite du déclenchement de la Seconde Guerre mondiale et de l'explosion accidentelle, provoquée par un orage, des ponts du Val-Benoît et d'Ougrée, minés par l'armée belge. Vingt personnes ont été tuées et quatre-vingt autres blessées.

## Une opportunité liégeoise

### Liège en 1939
L'exposition internationale est une véritable opportunité pour développer le projet d’un « Grand Liège », et cela étant une nécessité d’ordre sanitaire. En effet, depuis quelques années déjà, Liège connait une paupérisation de ses habitants. Le manque de financement se fait effroyablement ressentir sur les qualités de logements, ils deviennent de plus en plus insalubres et vétustes. Les salles de bains privées ou simplement communes sont peu démocratisées. Les enfants sont particulièrement touchés par ce manque d’hygiène et des cas de tuberculose apparaissent.
L’administration liégeoise va se saisir de l’évènement pour développer des complexes servant à l’hygiène corporelle des enfants. C'est pourquoi une école et une plaine de jeux aquatiques sont construites.

### Le groupe de «L'Équerre»

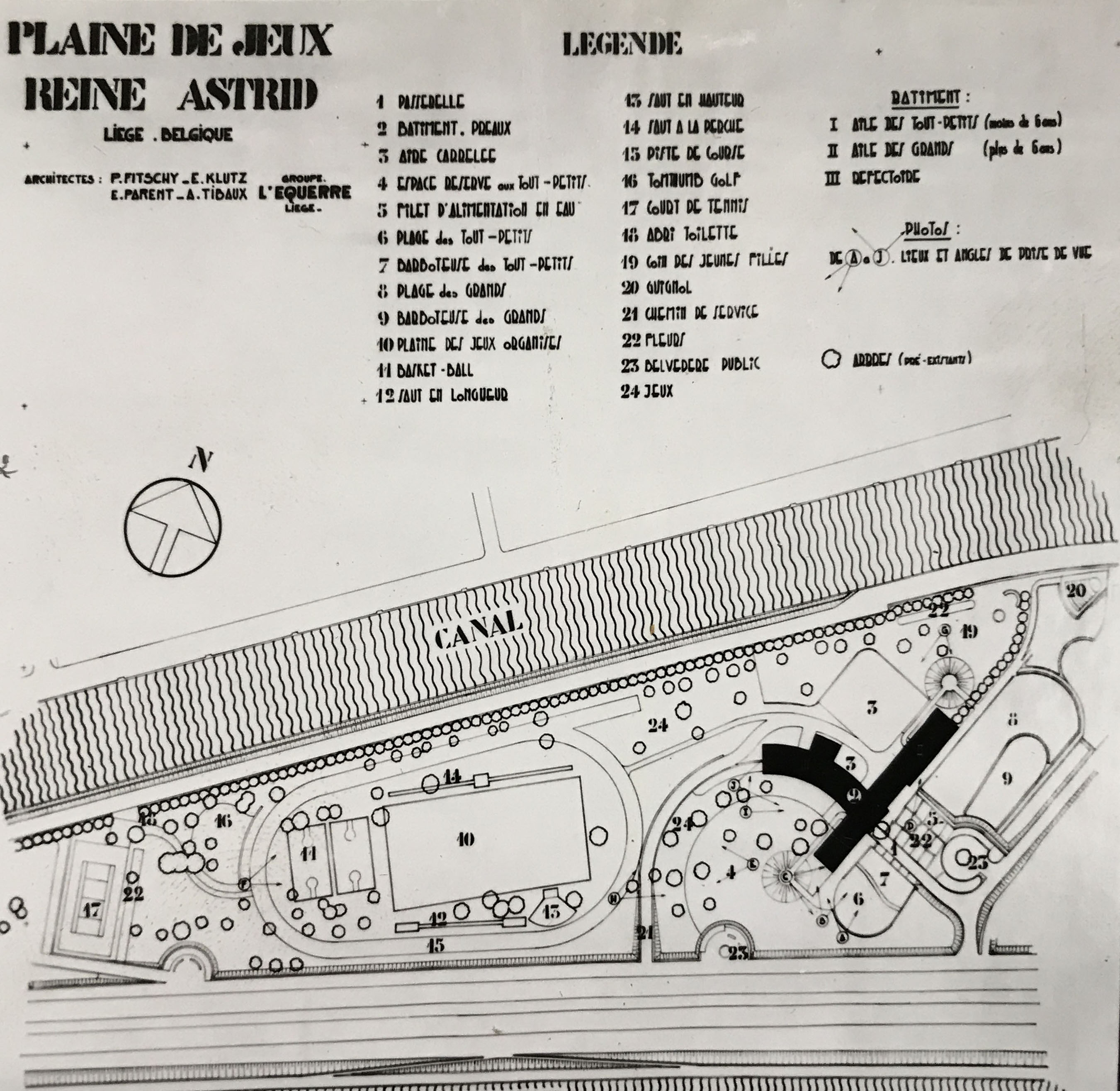
Aménagement urbain proposé par le groupe Équerre, à l'occasion de l'exposition internationale, à Liège, en 1939.

En 1937, Georges Truffaut intègre le groupe de l’Équerre. Le groupe était porté par des projets urbanistiques liégeois et contribue activement au montage de l’exposition.
Yvon Falise (1908-1979), l'architecte de l'exposition, a apporté avec ses collègues du groupe de « l'Equerre » une touche avant-gardiste au plan général de l'exposition. La ligne architecturale défendue fût celle de l’efficacité sociale au travers des nouvelles technologies : « un logement pour tous avec un maximum d’équipement et de mécanisation pour un minimum de dépenses ». Il évoquait également un équilibre entre le bâti et l'espace vert : « il faut développer un pourcentage de verdure par rapport à la surface bâtie ». Les jeunes architectes liégeois se voulaient aussi pragmatiques et réalistes dans leur conception de l’exposition de 1939 : « l’expo à elle seule est une ville dans la ville. Il s’agit de permettre de tout voir avec un minimum de fatigue ».

### Les aménagements

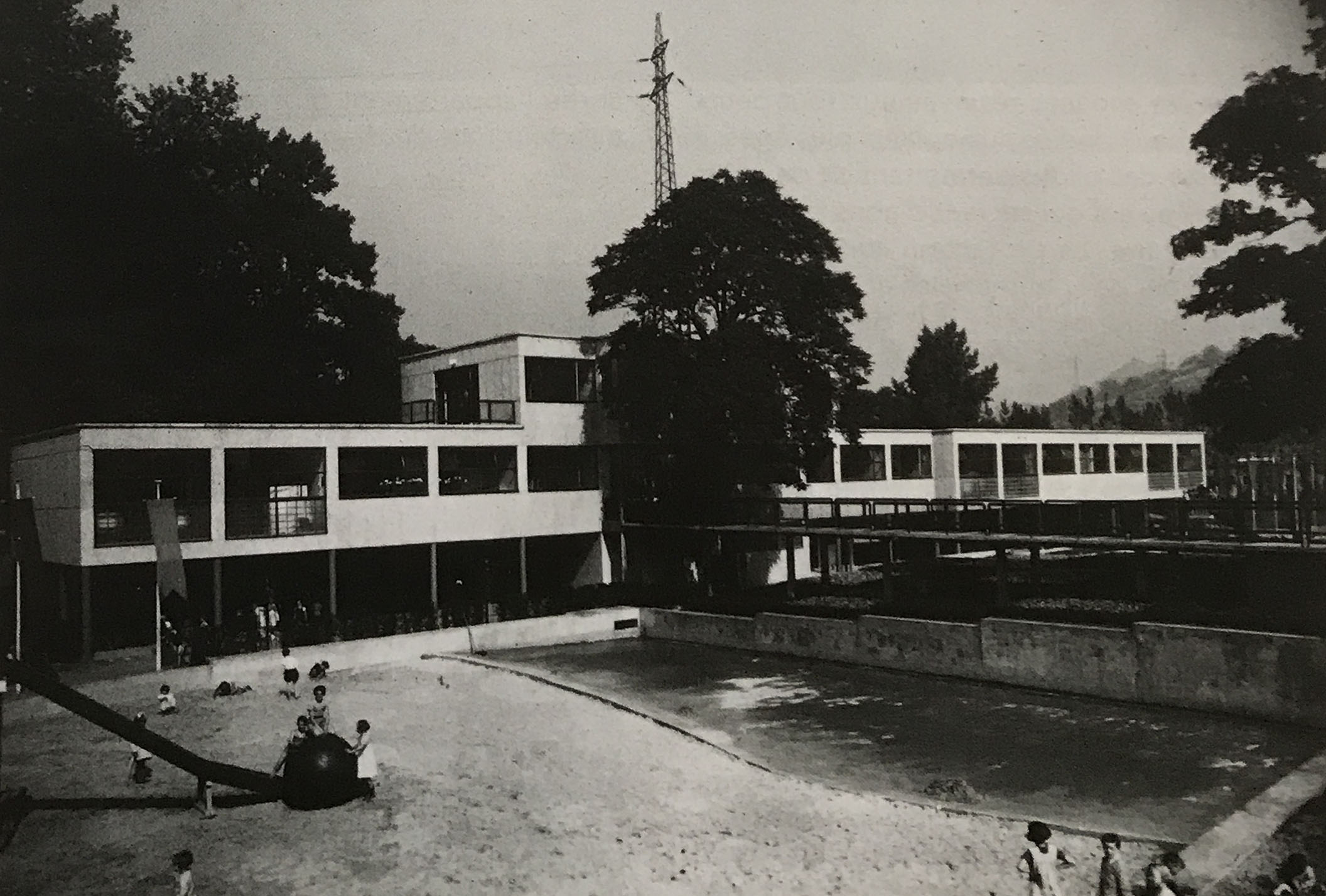
Bâtiment construit par le groupe d'architecte liégeois dénommé Equerre, construit à l'occasion de l'exposition internationale de 1939.

La construction comprend, au rez-de-chaussée, un vaste réfectoire aux parois entièrement vitrées. Une cuisine, dotée des appareils les plus modernes, lui fait suite. De grands vestiaires, avec douches, lavatories et, en général, tout l'appareillage sanitaire moderne, complètent cet ensemble qui comporte encore l'infirmerie et un cabinet médical. De vastes préaux couverts abritent les enfants en cas d'intempéries.
Les jeunes enfants de 2 à 6 ans et les enfants de 6 à 16 ans jouissent, dans leur catégorie respective, de locaux spéciaux et d'un personnel particulier.
La plaine de jeux comporte toute une série d'attractions : carrousels, pas de géant, échelle suédoise, etc. ; les joies balnéaires sont apportées aux petits par deux barboteuses alimentées d'eau pure et limpide et pourvues de vastes plages de sable marin.
Ce qui intéresse le visiteur, c'est que, durant l'Exposition, ce home accueillant sert de gardiennage pour les enfants que les parents auront laissés à la surveillance de moniteurs spécialisés pendant leur visite à l'Exposition de Liège.
Description Bâtiment plaine de jeu :

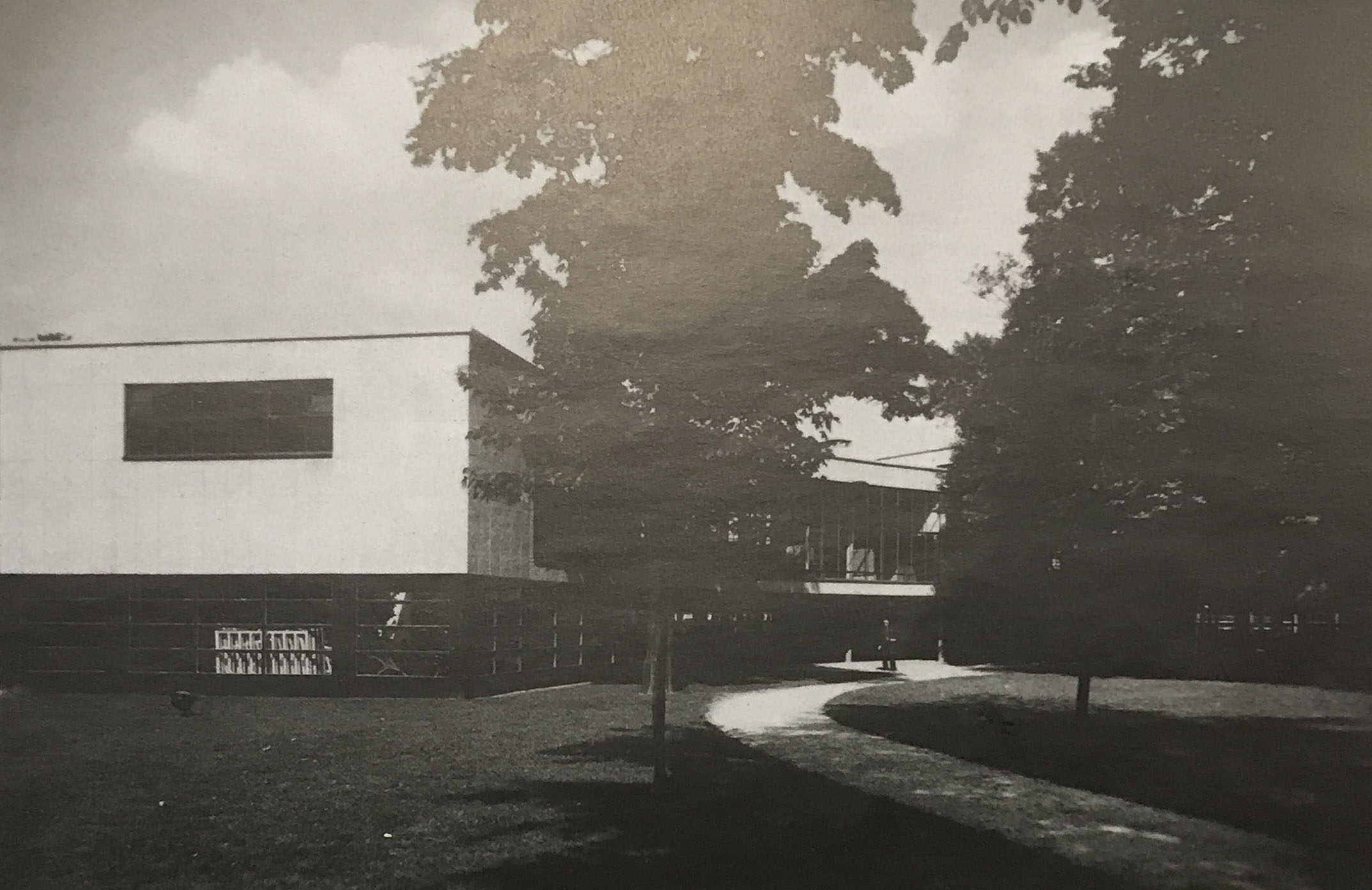

Le premier étage est élevé au niveau de l’avenue afin d’offrir, grâce à la grande verrière du réfectoire, une large vue sur le parc et la Meuse. Il est accessible par une passerelle et des rampes plus sures pour les enfants que des escaliers escarpés. Établis sur un plan en T, les espaces s’articulent rationnellement. Le hall d’entrée distribue la circulation verticale et horizontale. L’aile principale, orientée vers le sud, la partie accueillant les plus petits est équipée de toutes les installations sanitaires : toilettes, douches, vestiaire et différents locaux de services (loge du concierge et local pour le service de nettoyage). De l’autre coté du hall, l’aile des grands dispose des mêmes services d’hygiène mais séparés entre les filles et les garçons. Un bureau de direction, une salle de réunion et des toilettes pour le personnel complètent l’ensemble. L’aile est ouest compte deux réfectoires maintenant la séparation des enfants selon les âges. Le dernier niveau abrite l’appartement du concierge et celui du directeur tous deux agrémentés d’une terrasse.

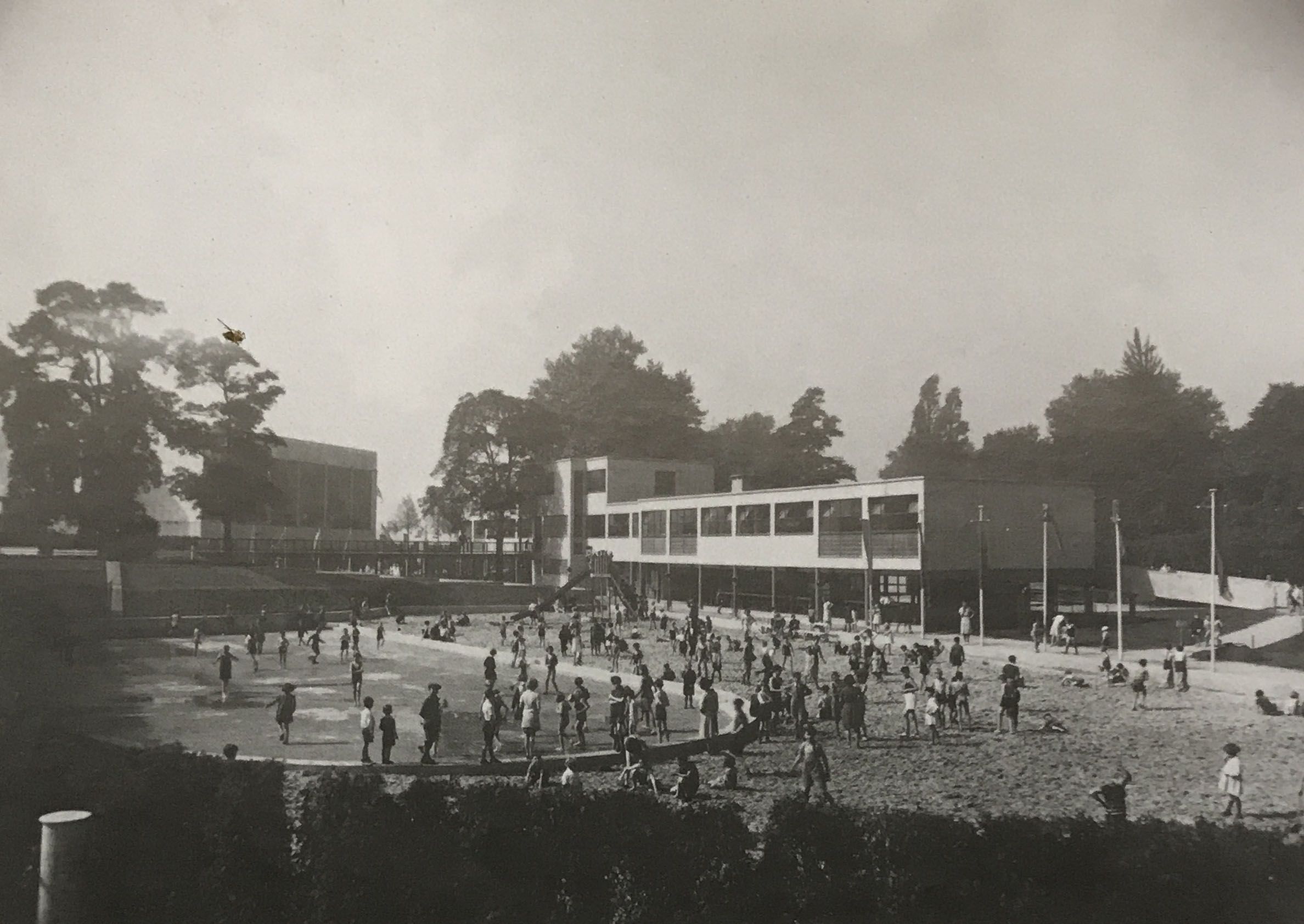
La pleine de jeu, destiné aux enfants, accompagne le bâtiment.

Une construction sans décoration, un système constructif et volumétrie simples. Les parois sont recouvertes de dalles en béton préfabriquées présentant les meilleures conditions d’isolation thermique de l’époque. Les larges baies vitrées permettent un ensoleillement optimal et donnent une forte impression d’espace et de transparence maintenant le rapport avec l’extérieur.

## Les différentes entrées

### Entrées principales
Deux entrées principales permettent l’accès au site :  
- L'entrée de la Place Coronmeuse dessinée par Paul Etienne. Elle commandait un des axes importants de l'Exposition. La proximité du Palais du Commissariat Général et du Grand Palais des Fêtes en fit l'entrée d'honneur.

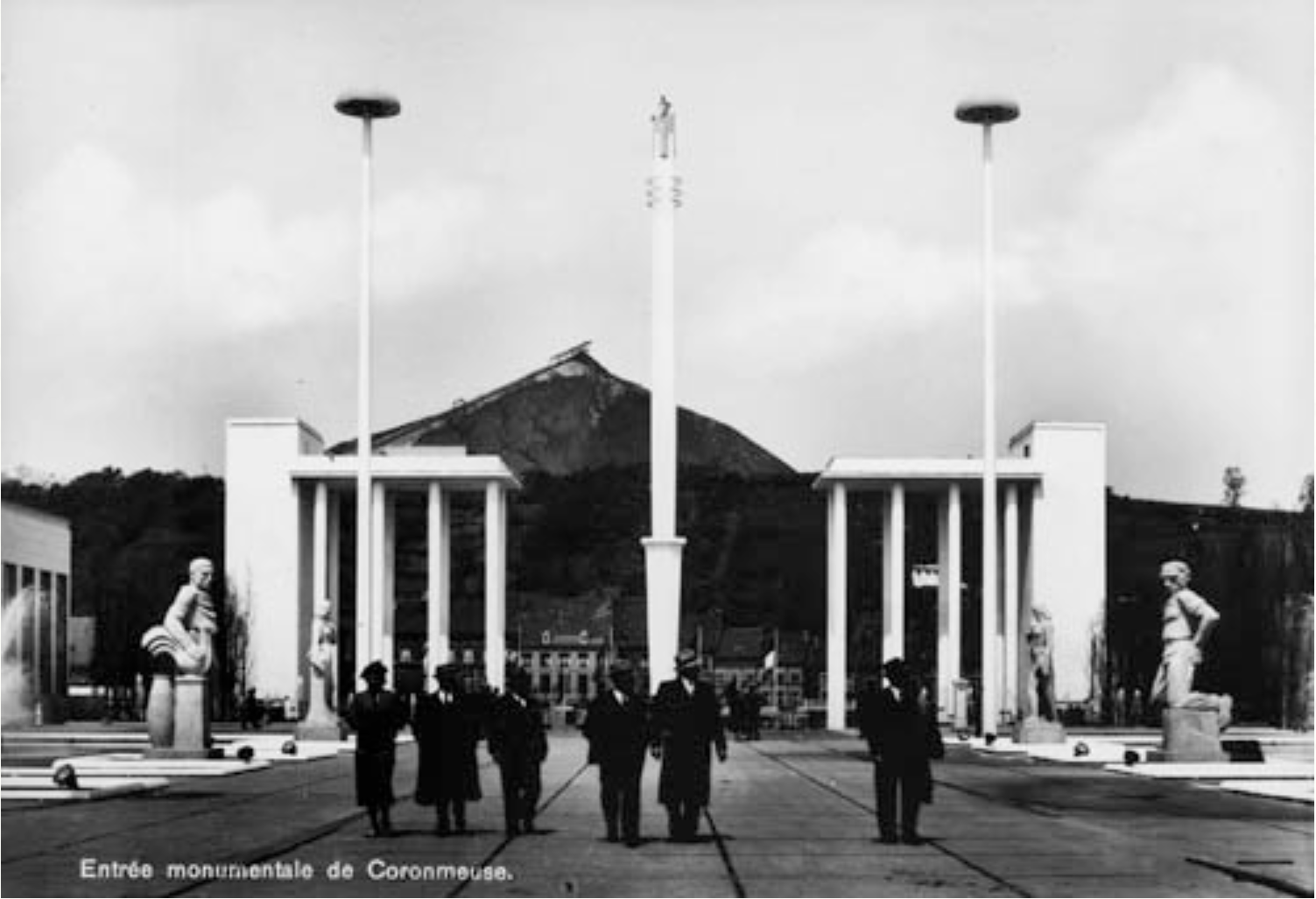
L'entrée Coronmeuse

- L'entrée de Bressoux dont les architectes sont I. Falise et Ch. Carlier se situe dans le même axe que l'entrée de la Place Coronmeuse. Situé à proximité de la gare de chemin fer crée pour l'occasion et de l'allée des grands palais, elle avait une grande importance.

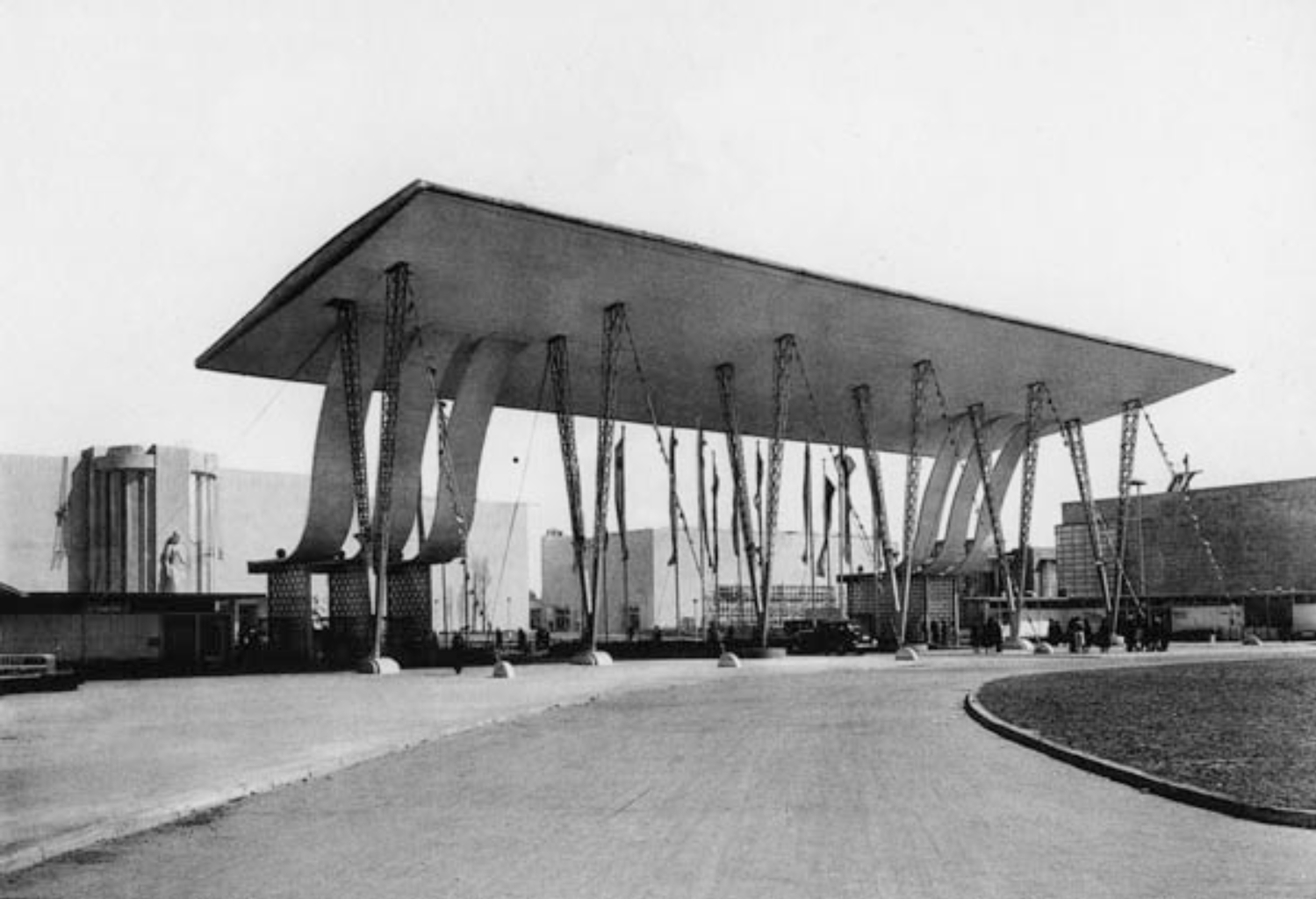
L'entrée de Bressoux

### Entrées secondaires
On retrouve cinq entrées secondaires dont deux que l'on doit à l'architecte P. Jacques (située au niveau du pont de Coronmeuse et au niveau des Attractions). L'entrée du faubourg de Herstal avait été étudiée par les Services d'architecture de l'Exposition. Les deux restantes, s'ouvrant sur le Village mosan, étaient dessinées par M. Duesberg.   

## Plan général de l'exposition des Pavillons belges

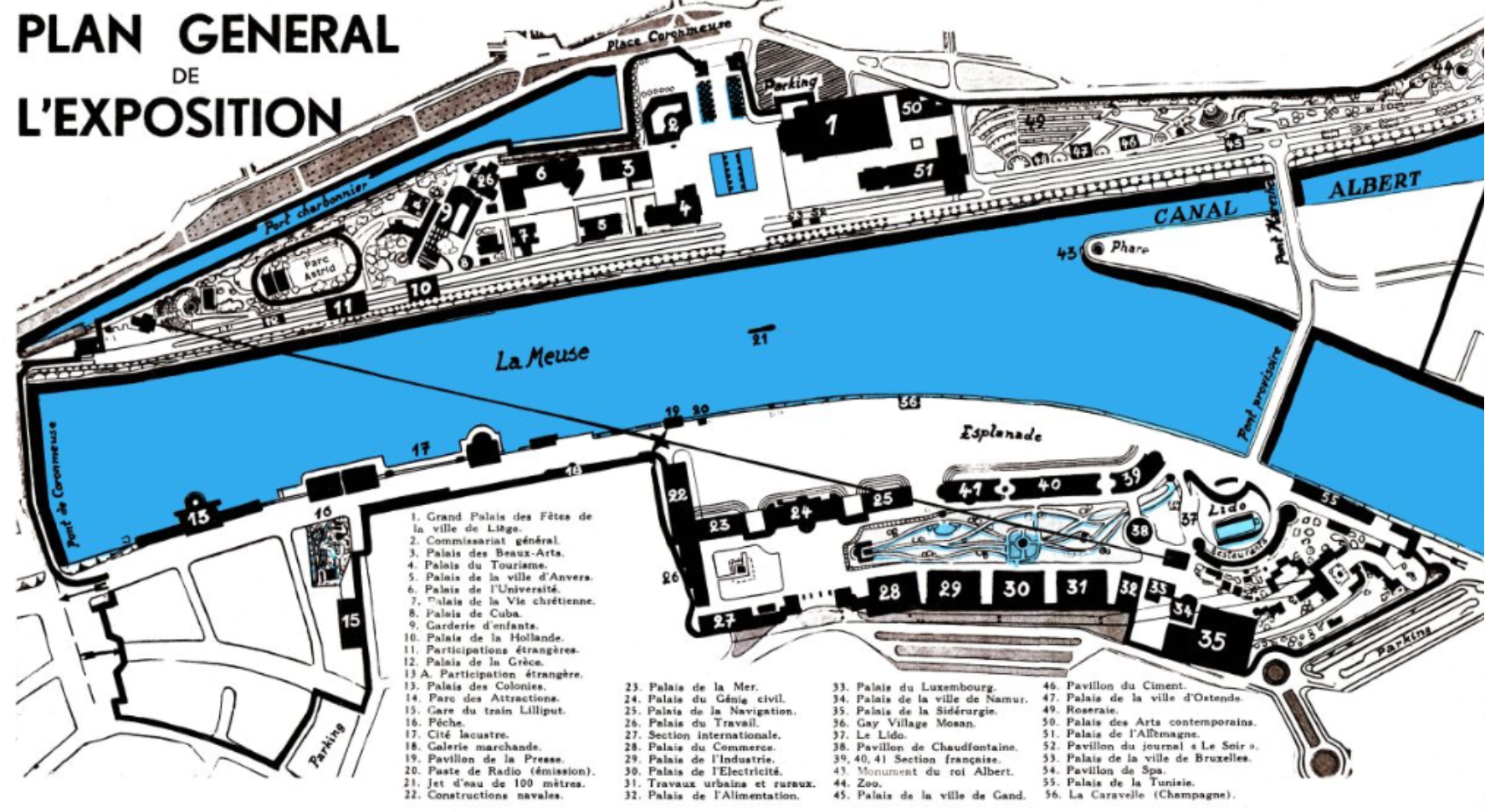
Plan général de l'Exposition internationale de l'eau à Liege en 1939

N° 1 du Plan - Le Grand Palais permanent de la ville de Liège
N° 2 - Le palais du Commissariat général
N° 3 - Les Beaux-Arts à l'Exposition
N° 4 - Le palais du Tourisme
N° 5 - Le pavillon de la ville d'Anvers
N° 6 - Le palais des Universités (Rive gauche, près le pavillon du Tourisme)
N° 7 - Le palais des Œuvres chrétiennes  
N° 8 - Le palais de Cuba
N° 9 - Le Parc Astrid
N° 10 - Le palais de la Hollande
N° 11 - Participation étrangère
N° 12 - Le palais de la Grèce
N° 13 - Le palais des Colonies
N° 14 - Les attractions
N° 15 - Gare du train Lilliput
N° 16 - Pêche
N° 17 - La Cité Lacustre
N° 18 - Galerie marchande
N° 19 - Le pavillon de la Presse
N° 20 - Le pavillon Radiophonique
N° 21 - Jet d'eau de 100 mètres
N° 22 - Le palais des Constructions navales
N° 23 - Le palais de la Navigation
N° 24 - Le palais du Génie civil
N° 25 - Palais de la Navigation intérieure
N° 26 - Le palais du Travail
N° 27 - Section internationale
N° 28 - Le palais du Commerce
N° 29 - Le palais des Industries : Épuration des Eaux - Eau et Santé
N° 30 - Le palais de l'Electricité
N° 31 - Le palais des Travaux urbains et ruraux
N° 32 - Le palais de l'Alimentation
N° 33 - Le palais du grand-duché de Luxembourg
N° 34 - Le pavillon de la ville de Namur
N° 35 - Le palais de la Métallurgie
N° 36 - Le Gay Village Mosan
N° 37 - Le Lido
N° 38 - Le pavillon de Chaudfontaine

La France a construit trois pavillons pour l'exposition. Ensemble, ils couvrent 8 000 m2. Ils sont l’œuvre de l'architecte Allix et se situent rive droite de la Meuse.
N° 39 - Le palais de la France I
N° 40 - Le palais de la France II
N° 41 - Le palais de la France III

N° 43 - Le Monument et le Canal du Roi Albert
N° 44 - Le Parc zoologique
N° 45 - Pavillon de la ville de Gand
N° 46 - Le pavillon du Ciment
N° 47 - Le pavillon de la ville d'Ostende
N° 48 - Le pavillon du Canada
N° 49 - Roseraie
N° 50 - Le palais des Arts contemporains à Liège
N° 51 - Le palais de l'Allemagne :
Le pavillon de l'Allemagne n'est pas fort différent de celui de l'exposition de Paris de 1937 : la tenue artistique, le péristyle, les matières utilisées sont les mêmes que deux ans auparavant. Il est l’œuvre de l'architecte Emil Fahrenkamp et se situe rive gauche de la Meuse.[réf. nécessaire]
L'Allemagne nazie ne voulant qu'aucun reichsmark ne quitte le territoire allemand, tous les matériaux ainsi que l'outillage nécessaire à l'édification du palais furent importés d'Allemagne dont la frontière était à 35 km de Liège. Chaque matin et chaque soir, des convois d'autocars et de camions transportaient les ingénieurs et les ouvriers afin qu'ils ne dorment pas dans des hôtels belges et ne mangent pas dans des restaurants belges.[réf. nécessaire]

N° 52 - Le pavillon du journal « Le Soir »
N° 53 - Le palais de la ville de Bruxelles
N° 54 - Le pavillon de Spa
N° 55 - Le palais de la Tunisie
N° 56 - La Caravelle (Champagne)